# Молодёжный (Хабаровский край)
Молодёжный — посёлок в Комсомольском районе Хабаровского края. Образует сельское поселение «Посёлок Молодёжный».

## Сведения
Посёлок Молодёжный расположен в 27 километрах от Комсомольска-на-Амуре на левом берегу реки Амур.
Образован в 1936 году. Начало строительства поселка связано с развитием сельскохозяйственного производства для обеспечения продуктами питания населения Комсомольска-на-Амуре. Решением исполкома Комсомольского районного отделения от 29.05.1959 № 197 населённому пункту Комсомольского совхоза присвоено название «посёлок Молодёжный». В 1972 году в посёлке был построен Дом культуры со зрительным залом на 150 мест.
Посёлок подключен к центральной системе электроснабжения; в посёлке также есть магазины и образовательные учреждения, автобусное сообщение связывает Молодёжный с другими населёнными пунктами.

## Население
| 2002  | 2010  | 2011  | 2012  | 2013  | 2014  | 2015  |
| ----- | ----- | ----- | ----- | ----- | ----- | ----- |
| 1531  | ↘1422 | ↗1433 | ↘1418 | ↘1411 | ↘1379 | ↘1310 |
| 2016  | 2017  | 2018  | 2019  | 2020  | 2021  |       |
| ↘1284 | ↘1263 | ↘1250 | ↗1252 | ↘1244 | ↗1297 |       |